# 祝洙
祝洙（？—？），字安道，南宋建陽人。
祝穆之子。宝祐四年（1256年）进士。咸淳初转从政郎。被程元鳳、蔡杭薦為迪功郎，景定五年（1264年）為興化軍涵江書院的首任山長。著有《朱子四書附錄》。